# Rannajõe
Koordinaten: 58° 49′ N, 23° 48′ O
Rannajõe ist ein Dorf (estnisch küla) in der Landgemeinde Lääne-Nigula (bis 2017: Landgemeinde Martna). Es liegt im Kreis Lääne im Westen Estlands.

## Beschreibung und Geschichte
Das Dorf liegt 22 Kilometer südöstlich der Stadt Haapsalu (deutsch Hapsal). Es hat 31 Einwohner (Stand 31. Dezember 2011). Durch das Dorf fließt der Fluss Rannamõisa (Rannamõisa jõgi), der in die Bucht von Matsalu mündet.
Bei Rannajõe führt ein 110 Meter langer Bohlenweg zu einem vier Meter hohen Aussichtsturm. Von ihm bietet sich ein weiter Blick auf die Landschaft des Nationalparks Matasalu. Er dient besonders in den Morgen- und Abendstunden zur Beobachtung der heimischen Elche.
Auf dem Gebiet von Rannajõe lag das historische Rittergut Rannamõisa (Vogelsang). Während des Mittelalters war es eine Präbende der Domherren von Haapsalu. 1564 wurde der Hof Fogelsanck urkundlich erwähnt. Nach 1649 gehört es der deutschstämmigen Familie Volland (Adelsgeschlecht). Johann von Volland, der als ehemaliger Kornet in einem schwedischen Reiterregiment während des Dreißigjährigen Krieges diente, erhielt am 30. Juni 1649 die Anerkennung seines Adels und die Aufnahme in die schwedische Ritterschaft als "Volland von der Lande". Daraufhin ließ er sich in auf dem Rittergut Vogelsang nieder. Spätestens ab 1765 bis 1873 stand der Hof im Eigentum der adligen deutschbaltischen Familie Jarmerstaedt. Letzter Eigentümer vor der Enteignung im Zuge der estnischen Landreform 1919 war Leo Graf Buxhöveden.